# Bos primigenius namadicus
A Bos primigenius namadicus az emlősök (Mammalia) osztályának párosujjú patások (Artiodactyla) rendjébe, ezen belül a tülkösszarvúak (Bovidae) családjába tartozó kihalt őstulok (Bos primigenius) egyik alfaja.

## Előfordulása, leírása
A Bos primigenius namadicus egykoron az Indiai szubkontinensen fordult elő. Feltételezések szerint az őstuloknak ez volt az elsőként megjelent alfaja. A kora pleisztocén korszak idején jelent körülbelül 2 millió évvel ezelőtt és 5-4 ezer évvel ezelőtt még létezett Gudzsarátban, Karnátakában és a Gangesz térségében. Körülbelül 9000 évvel ezelőtt az ember elkezdte megszelídíteni, így belőle jött létre a zebu (Bos taurus indicus). A Természetvédelmi Világszövetség (IUCN) szerint csak a 13. század előtt halt ki. Az újabb leletek szerint Uttar Pradesben még létezett Kr. e. 1800 körül.

## Fordítás
- Ez a szócikk részben vagy egészben  az   Aurochs#Evolution című angol Wikipédia-szócikk ezen változatának fordításán alapul.  Az eredeti cikk szerkesztőit annak laptörténete sorolja fel. Ez a jelzés csupán a megfogalmazás eredetét és a szerzői jogokat jelzi, nem szolgál a cikkben szereplő információk forrásmegjelöléseként.
- Ez a szócikk részben vagy egészben  az   Indian aurochs című angol Wikipédia-szócikk ezen változatának fordításán alapul.  Az eredeti cikk szerkesztőit annak laptörténete sorolja fel. Ez a jelzés csupán a megfogalmazás eredetét és a szerzői jogokat jelzi, nem szolgál a cikkben szereplő információk forrásmegjelöléseként.